# What It Means to Be Defeated
What It Means to Be Defeated es el primer álbum de estudio de la banda estadounidense de post-hardcore Dayseeker. Fue lanzado el 29 de octubre de 2013 a través de InVogue Records y fue producido por Jeff Darcy.

## Lanzamiento y promoción
El 8 de julio de 2013, se anunció que Dayseeker firmó un contrato de grabación con InVogue Records. El mismo día, la banda lanzó un vídeo con la letra de "Hollow Shell", así como un vídeo musical en vivo de "Collision.Survive", ambos incluidos en el álbum. El álbum fue masterizado por Joey Sturgis, quien había trabajado con bandas como Emmure, Asking Alexandria y The Devil Wears Prada.
El 6 de octubre de 2013, la banda lanzó un vídeo acústico de la canción del mismo nombre, "What It Means to Be Defeated". La banda transmitió su álbum completo tres días antes de su lanzamiento el 26 de octubre de 2013, a través de la página de Alternative Press. El 26 de octubre de 2014, se anunció que el álbum sería reeditado el 24 de noviembre de 2014. Fue remasterizado por Tom Denney y contó con cuatro pistas extra acústicas.

## Lista de canciones
| N.º | Título                                                    | Duración |  |
| 1.  | «Black Earth»                                             | 4:33     |  |
| 2.  | «Collision.Survive»                                       | 4:14     |  |
| 3.  | «What It Means to Be Defeated»                            | 4:26     |  |
| 4.  | «Incinerate» (con Nathan Mead de I, de Helix)             | 4:41     |  |
| 5.  | «Hollow Shell»                                            | 4:04     |  |
| 6.  | «Dead Man»                                                | 2:57     |  |
| 7.  | «Resurrect»                                               | 4:02     |  |
| 8.  | «The Home We Built»                                       | 4:33     |  |
| 9.  | «Sleep in the Sea» (con Garrett Russell de Silent Planet) | 3:47     |  |
| 10. | «The Quiet Disconnect»                                    | 5:00     |  |

| Edición de lujo (Bonus track) |                                           |          |  |
| N.º                           | Título                                    | Duración |  |
| 11.                           | «The Home We Built» (acústico)            | 4:53     |  |
| 12.                           | «Hollow Shell» (acústico)                 | 5:12     |  |
| 13.                           | «What It Means to Be Defeated» (acústico) | 5:44     |  |
| 14.                           | «Resurrect» (acústico)                    | 5:09     |  |

## Personal
Dayseeker
- Rory Rodriguez - voz principal
- Gino Scambelluri – guitarra principal, coros
- Alex Polk - guitarra rítmica
- Andrew Sharp - bajo
- Mike Karle - batería, percusión

Músicos adicionales
- Nathan Mead: voz (pista 4).
- Garrett Russell : voz (pista 9).